# Ян Каспрович
Ян Каспро́вич (пол. Jan Kasprowicz; 12 грудня 1860, Шембори— 1 серпня 1926, Поронін) — польський поет-модерніст, лідер течії «Молода Польща». Працював у редакції газети «Львівський кур'єр». Згодом професор і ректор Львівського університету. Хрещений батько Андрія Франка.

## Біографія
Народився в сім'ї бідного неписьменного селянина. Вчився у німецьких гімназіях в Іновроцлаві, Познані, Ополе, Ратибоз. Брав участь у патріотичних клубах самоосвіти. 1884 року вступив до Лейпцизького університету, потім навчався у Вроцлавському університеті. Був учасником польських і німецьких студентських організацій. Двічі його арештовували у 1887 році за причетність до соціалістичного руху. Наприкінці 1880-х років оселився у Львові. Друкувався шпальтах часопису «Львівський кур'єр» — статті на літературні й політичні теми.
1904 року у Львівському університеті здобув вчений ступінь доктора наук, захистивши дисертацію про лірику Теофіл Ленартович . З 1909 року там само завідував кафедрою літературної компаративістики.
У третьому шлюбі був одружений з Марією Буніною (1911).
Був ректором Львівського університету імені Яна Казимира у 1921—1922 роках. З 1924 року постійно мешкав на віллі «Гаренда» в Пороніні.

## Творчість

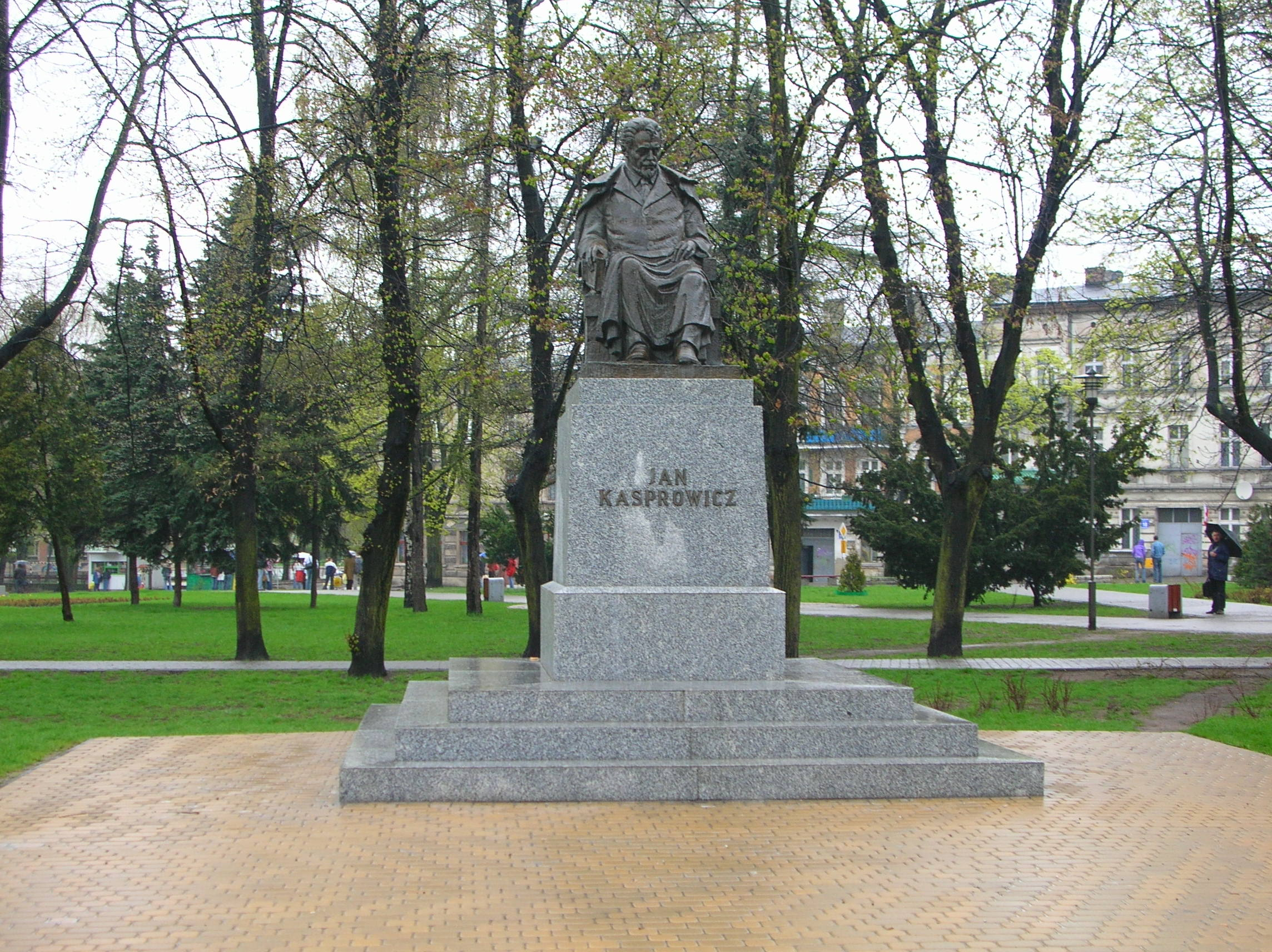
Пам'ятник Яну Каспровичу в Іновроцлаві.

- 1889 — Вірші
- 1890 — Христос
- 1891 — З селянського поля
- 1894 — Слізна душа і інші нові поезії
- 1895 — Любов
- 1898 — Кущ шипшини
- 1901 — До світу, що гине
- 1902 — Salve Regina
- 1908 — Балада про соняшник
- 1911 — Моменти
- 1916 — Книга бідняків
- 1921 — Псалми

## Переклади
Ян Каспрович самостійно досконало оволодів латинською мовою і старогрецькою, французькою, англійською та іншими мовами. Йому належать численні переклади польською мовою видатних творів світової літератури — Есхіла та Евріпіда із старогрецької, Шекспіра, Марлоу, Байрона, Шеллі, Кітса, Свінберн, Вайлда з англійської, Ґете та Шиллера з німецької, Рембо та Метерлінка з французької, Ібсена з норвезької та багатьох інших поетів і драматургів.